# Skoll Global Threats Fund
Het Skoll Global Threats Fund is een Amerikaanse niet-gouvernementele organisatie die zich bezighoudt met het aanpakken van wereldwijde dreigingen/problemen op 5 gebieden: klimaatverandering, pandemieën, waterschaarste, nucleaire proliferatie en de conflicten in het Midden-Oosten. Directeur van het fonds is dr. Larry Brilliant, epidemioloog en voormalig directeur van Google.org, de filantropische tak van Google.

## Organisatie
Het fonds is in 2009 opgericht door Jeff Skoll, met een startsom van 100 miljoen dollar in kas. Skoll, die als eerste werknemer en directeur van Ebay bij de beursgang van dat bedrijf miljardair werd, is sinds 1999 actief als filantroop. In dat jaar richtte hij de Skoll Foundation op (die sociaal ondernemers helpt netwerken en ze steunt met financiële giften) en in 2004 de onafhankelijke filmproductiemaatschappij Participant Media, bekend van films als An Inconvenient Truth en The Cove (film). Deze organisaties, samen met de ethische beleggingsmaatschappij Capricorn Investment Group; de sociale actiewebsite Take Part.com; de jaarlijks in Oxford georganiseerde conferentie Skoll World Forum, en het Global Threats Fund vullen elkaar aan en werken waar mogelijk samen om maximaal effectief te zijn. Gezamenlijk maken ze deel uit van de Jeff Skoll Group, die hun activiteiten coördineert.

## Activiteiten
Het Skoll Global Threats Fund ondersteunt organisaties op 5 terreinen.

#### Klimaatverandering
Het fonds gaf o.a. (verspreid over drie jaar) een gift van 15 miljoen dollar aan The Climate Reality Project, voor publieke voorlichting en communicatie over de risico's van klimaatverandering; en een gift van $500.000 aan de christelijke organisatie Sojourners, voor het bouwen van politieke en sociale wil in de geloofsgemeenschap en het teweegbrengen van verandering in Amerikaans beleid en individueel gedrag met betrekking tot klimaatverandering.

#### Waterschaarste
Het fonds schonk bedragen variërend van $75.000 tot $250.000 aan organisaties als het World Resources Institute, de Asia Foundation en de U.S. Water Partnership voor het analyseren/aanpakken van water-gerelateerde problemen, zowel op mondiaal niveau als in specifieke lokale situaties.

#### Pandemieën
Giften variërend van 440.000 tot $750.000 gingen naar organisaties als de International Council for the Life Sciences, voor het bouwen van een biologisch veiligheidsnetwerk in Noord-Afrika en het Midden-Oosten teneinde het risico te beperken van pandemieën, biologische laboratoriumongelukken of bioterrorisme; het WMD Center, om in kaart te brengen in hoeverre de Verenigde Staten in staat is efficiënt te handelen bij een pandemie of een terroristische bioaanval; en Global Solutions for Infectious Disease, voor het in kaart brengen van obstakels voor snelle diagnostiek in situaties met weinig middelen en het aandragen van oplossingen daarvoor.

#### Nucleaire proliferatie
Het fonds ondersteunde tot dusver organisaties als The Ploughshares Fund (1,3 miljoen dollar), voor publieke voorlichting over de risico's van nucleaire wapens, de World Security Institute ($150.000), de World Evangelical Alliance ($75.000) en The Nuclear Threat Initiative ($800.000).

#### Midden-Oostenconflict
Bedragen variërend van $325.000 tot 1,5 miljoen dollar werden geschonken aan J Street, The New Israel Fund en The Telos Group, om  de Joodse gemeenschap in de Verenigde Staten te mobiliseren voor het steunen van een Amerikaanse politiek beleid dat gericht is op het beëindigen van het Israëlisch-Palestijnse conflict op een wijze die burgerrechten, democratische integriteit en sociale gelijkwaardigheid respecteert.

## Samenwerking
De verschillende organisaties binnen de Jeff Skoll Group werken samen waar dat relevant is, om als geheel hun middelen maximaal effectief te kunnen inzetten. Zo verleende het Global Threats Fund bijvoorbeeld zijn medewerking aan de productie van de Participant Media-speelfilm Contagion uit 2011. De scenarioschrijver werd geïnspireerd door de lezing van Larry Brilliant, die deze in 2006 hield bij de inontvangstneming van zijn TED-prijs. Eenmaal directeur van het Global Threats Fund, bracht dr. Brilliant de makers en acteurs van de film in contact met wetenschappers van de Wereldgezondheidsorganisatie en de Centers for Disease Control and Prevention die ervoor zorgden dat de film wetenschappelijk onderbouwd is en gebruikt kan worden voor educatieve doeleinden.